# Midnight Star/Diskografie
Diese Diskografie ist eine Übersicht über die musikalischen Werke der US-amerikanischen Synth-Funkband Midnight Star. Den Schallplattenauszeichnungen zufolge hat sie bisher mehr als drei Millionen Tonträger verkauft. Ihre erfolgreichste Veröffentlichung ist das Studioalbum No Parking on the Dance Floor mit über zwei Millionen verkauften Einheiten.

## Alben

### Studioalben
| Jahr | Titel                         | Höchstplatzierung, Gesamtwochen, AuszeichnungChartplatzierungen (Jahr, Titel, Platzierungen, Wochen, Auszeichnungen, Anmerkungen) | Höchstplatzierung, Gesamtwochen, AuszeichnungChartplatzierungen (Jahr, Titel, Platzierungen, Wochen, Auszeichnungen, Anmerkungen) | Höchstplatzierung, Gesamtwochen, AuszeichnungChartplatzierungen (Jahr, Titel, Platzierungen, Wochen, Auszeichnungen, Anmerkungen) | Höchstplatzierung, Gesamtwochen, AuszeichnungChartplatzierungen (Jahr, Titel, Platzierungen, Wochen, Auszeichnungen, Anmerkungen) | Anmerkungen                                                                     |
| Jahr | Titel                         | DE | UK | US | R&B | Anmerkungen                                                                     |
| ---- | ----------------------------- | --- | --- | --- | --- | ------------------------------------------------------------------------------- |
| 1981 | Standing Together             | — | — | — | R&B54 (5 Wo.)R&B | Erstveröffentlichung: September 1981 Produzent: Leon Sylvers III, Midnight Star |
| 1982 | Victory                       | — | — | — | R&B58 (11 Wo.)R&B | Erstveröffentlichung: August 1982 Produzenten: Midnight Star, Reginald Calloway |
| 1983 | No Parking on the Dance Floor | — | — | US30 ×2Doppelplatin · (96 Wo.)US                                                                                                  | R&B2 (80 Wo.)R&B | Erstveröffentlichung: Juni 1983 Produzent: Reginald Calloway                    |
| 1984 | Planetary Invasion            | — | UK85 (2 Wo.)UK | US32 Gold · (32 Wo.)US | R&B7 (36 Wo.)R&B | Erstveröffentlichung: November 1984 Produzent: Reginald Calloway                |
| 1986 | Headlines                     | — | UK42 (4 Wo.)UK | US56 Gold · (27 Wo.)US | R&B7 (33 Wo.)R&B | Erstveröffentlichung: Mai 1986 Produzenten: Midnight Star, Reginald Calloway    |
| 1988 | Midnight Star                 | — | — | US96 (15 Wo.)US | R&B14 (29 Wo.)R&B | Erstveröffentlichung: Oktober 1988 Produzenten: Midnight Star                   |
| 1990 | Work It Out                   | — | — | — | R&B41 (20 Wo.)R&B | Erstveröffentlichung: Juni 1990 Produzenten: Midnight Star                      |

Weitere Studioalben
- 1980: The Beginning
- 2002: 15th Avenue

### Kompilationen
- 1987: Greatest Hits
- 1992: The Best Of
- 1994: The Best Of
- 1995: The Very Best Of
- 1997: No Parking on the Planet (2 CDs)
- 1999: Anniversary Collection
- 1999: Wet My Whistle (feat. Calloway; 2 CDs)
- 2002: The Best of Midnight Star
- 2003: Feels so Good
- 2006: Ultimate Collection: Solar 30th Anniversary Edition
- 2002: Midas Touch: The Best of Midnight Star

## Singles
| Jahr | Titel Album                                                   | Höchstplatzierung, Gesamtwochen, AuszeichnungChartplatzierungen (Jahr, Titel, Album, Platzierungen, Wochen, Auszeichnungen, Anmerkungen) | Höchstplatzierung, Gesamtwochen, AuszeichnungChartplatzierungen (Jahr, Titel, Album, Platzierungen, Wochen, Auszeichnungen, Anmerkungen) | Höchstplatzierung, Gesamtwochen, AuszeichnungChartplatzierungen (Jahr, Titel, Album, Platzierungen, Wochen, Auszeichnungen, Anmerkungen) | Höchstplatzierung, Gesamtwochen, AuszeichnungChartplatzierungen (Jahr, Titel, Album, Platzierungen, Wochen, Auszeichnungen, Anmerkungen) | Höchstplatzierung, Gesamtwochen, AuszeichnungChartplatzierungen (Jahr, Titel, Album, Platzierungen, Wochen, Auszeichnungen, Anmerkungen) | Anmerkungen |
| Jahr | Titel Album                                                   | DE | UK | US | R&B | Dance | Anmerkungen |
| ---- | ------------------------------------------------------------- | --- | --- | --- | --- | --- | --- |
| 1980 | Make It Last The Beginning                                    | — | — | — | R&B85 (4 Wo.)R&B | — | Erstveröffentlichung: März 1980 Autor: Bo Watson |
| 1981 | I’ve Been Watching You Standing Together                      | — | — | — | R&B36 (11 Wo.)R&B | — | Erstveröffentlichung: Juni 1981 Autor: Bo Watson |
| 1981 | Tuff Standing Together                                        | — | — | — | R&B60 (9 Wo.)R&B | — | Erstveröffentlichung: November 1981 Autoren: Midnight Star                                                                                           |
| 1982 | Hot Spot Victory                                              | — | — | — | R&B35 (12 Wo.)R&B | — | Erstveröffentlichung: Juli 1982 Autoren: Midnight Star                                                                                               |
| 1982 | Victory                                                       | — | — | — | R&B83 (4 Wo.)R&B | — | Erstveröffentlichung: November 1982 Autoren: Reggie Calloway, Melvin Gentry, Bo Watson                                                               |
| 1983 | Freak-a-Zoid No Parking on the Dance Floor                    | — | — | US66 (8 Wo.)US | R&B2 (20 Wo.)R&B | Dance44 (12 Wo.)Dance | Erstveröffentlichung: Mai 1983 Autoren: Bill Simmons, Reggie Calloway, Vincent Calloway                                                              |
| 1983 | Wet My Whistle No Parking on the Dance Floor                  | — | UK60 (5 Wo.)UK | US61 (11 Wo.)US | R&B8 (18 Wo.)R&B | Dance15 (11 Wo.)Dance | Erstveröffentlichung: September 1983 Charteintritt in UK erst im April 1987 Autor: Reggie Calloway                                                   |
| 1984 | No Parking (On the Dance Floor) No Parking on the Dance Floor | — | — | US81 (8 Wo.)US | R&B43 (13 Wo.)R&B | Dance44 (8 Wo.)Dance | Erstveröffentlichung: Januar 1984 Autoren: Bill Simmons, Bobby Lovelace, Vincent Calloway                                                            |
| 1984 | Operator Planetary Invasion                                   | DE21 (12 Wo.)DE | UK66 (3 Wo.)UK | US18 (17 Wo.)US | R&B1 (17 Wo.)R&B | Dance15 (12 Wo.)Dance | Erstveröffentlichung: Oktober 1984 Autoren: Bo Watson, Reggie Calloway, Belinda Lipscomb                                                             |
| 1985 | Scientific Love Planetary Invasion                            | — | — | US80 (7 Wo.)US | R&B16 (12 Wo.)R&B | Dance19 (9 Wo.)Dance | Erstveröffentlichung: Januar 1985 Autoren: Belinda Lipscomb, Bo Watson, Kenneth Gant, Melvin Gentry, Vincent Calloway                                |
| 1985 | Curious Planetary Invasion                                    | — | UK92 (2 Wo.)UK | — | — | — | Erstveröffentlichung: März 1985 in den USA B-Seite von Body Snatchers Autoren: Melvin Gentry, Bo Watson, Bobby Lovelace                              |
| 1985 | Body Snatchers Planetary Invasion                             | — | — | — | R&B31 (10 Wo.)R&B | — | Erstveröffentlichung: Mai 1985 Autoren: Bill Simmons, Bo Watson, Melvin Gentry, Reggie Calloway, Vincent Calloway                                    |
| 1986 | Headlines                                                     | — | UK16 (8 Wo.)UK | US69 (7 Wo.)US | R&B3 (18 Wo.)R&B | Dance34 (6 Wo.)Dance | Erstveröffentlichung: April 1986 Autoren: Midnight Star                                                                                              |
| 1986 | Midas Touch Headlines                                         | — | UK8 (10 Wo.)UK | US42 (14 Wo.)US | R&B7 (18 Wo.)R&B | — | Erstveröffentlichung: Juli 1986 Autoren: Bo Watson, June Watson Williams                                                                             |
| 1986 | Engine No. 9 Headlines                                        | — | UK64 (3 Wo.)UK | — | R&B11 (15 Wo.)R&B | — | Erstveröffentlichung: November 1986 Autoren: Bobby Lovelace, Karen Gentry, Melvin Gentry                                                             |
| 1988 | Don’t Rock the Boat Midnight Star                             | DE23 (16 Wo.)DE | — | — | R&B3 (19 Wo.)R&B | — | Erstveröffentlichung: August 1988 feat. Ecstacy of Whodini Autor: Bill Simmons                                                                       |
| 1988 | Snake in the Grass Midnight Star                              | DE45 (6 Wo.)DE | — | — | R&B10 (14 Wo.)R&B | — | Erstveröffentlichung: Dezember 1988 Autoren: Belinda Lipscomb, Bill Simmons, Bo Watson, Bobby Lovelace, Jeff Cooper, Kenneth Gant, Melvin Gentry     |
| 1989 | Love Song Midnight Star                                       | — | — | — | R&B55 (8 Wo.)R&B | — | Erstveröffentlichung: Juni 1989 Autoren: Belinda Lipscomb, Bill Simmons, Jeff Cooper, Karen Cooper, Sherrian Gant                                    |
| 1990 | Do It (One More Time) Work It Out                             | — | — | — | R&B12 (14 Wo.)R&B | — | Erstveröffentlichung: April 1990 Autoren: Bill Simmons, Bobby Lovelace, Melvin Gentry, Belinda Lipscomb, King C                                      |
| 1990 | Luv-U-Up Work It Out                                          | — | — | — | R&B58 (7 Wo.)R&B | — | Erstveröffentlichung: September 1990 Autoren: Bobby McFerrin, Belinda Lipscomb, Bill Simmons, Bo Watson, Bobby Lovelace, Kenneth Gant, Melvin Gentry |

Weitere Singles
- 1980: You’re the Star
- 1982: Can’t Give You Up
- 1983: Feels so Good
- 1984: Night Rider
- 1987: Stay Here by My Side
- 1987: Do the Prep / Penitentiary 111
- 1988: 90 Days (Same as Cash)
- 1989: Pamper Me

## Videoalben
- 1984: In Concert
- 2010: The Solar Videos (mit Lakeside, Dynasty, Shalamar und The Whispers)

## Statistik

### Chartauswertung
|                     | DE    | UK    | US    | R&B     |
| ------------------- | ----- | ----- | ----- | ------- |
| Nummer-eins-Alben   | DE—DE | UK—UK | US—US | R&B—R&B |
| Top-10-Alben        | DE—DE | UK—UK | US—US | R&B3R&B |
| Alben in den Charts | DE—DE | UK2UK | US4US | R&B7R&B |

|                       | DE    | UK    | US    | R&B      | Dance       |
| --------------------- | ----- | ----- | ----- | -------- | ----------- |
| Nummer-eins-Singles   | DE—DE | UK—UK | US—US | R&B1R&B  | Dance—Dance |
| Top-10-Singles        | DE—DE | UK1UK | US—US | R&B6R&B  | Dance—Dance |
| Singles in den Charts | DE3DE | UK6UK | US7US | R&B19R&B | Dance6Dance |

### Auszeichnungen für Musikverkäufe
Anmerkung: Auszeichnungen in Ländern aus den Charttabellen bzw. Chartboxen sind in ebendiesen zu finden.
| Land/RegionAuszeichnungen für Musikverkäufe (Land/Region, Auszeichnungen, Verkäufe, Quellen) | Gold     | Platin     | Verkäufe  | Quellen  |
| -------------------------------------------------------------------------------------------- | -------- | ---------- | --------- | -------- |
| Vereinigte Staaten (RIAA)                                                                    | 2× Gold2 | 2× Platin2 | 3.000.000 | riaa.com |
| Insgesamt                                                                                    | 2× Gold2 | 2× Platin2 |           |          |